# Enrique López Zarza
Enrique López Zarza (25 de outubro de 1957) é um treinador e ex-futebolista mexicano que atuava como atacante.

## Carreira
Enrique López Zarza fez parte do elenco da Seleção Mexicana de Futebol, na Copa do Mundo de  1978. 